# گیم بوی کالر
گیم بوی کالر (به ژاپنی ゲームボーイカラー, Gēmu Bōi Karā"?) نام کنسول بازی دستی نسل پنجم ساخت شرکت نینتندو می‌باشد که در سال ۱۹۹۸ به عنوان جانشین گیم بوی عرضه شد. از ویژگی‌های این کنسول قابلیت بازی تمامی عناوین گیم بوی بود که می‌شد با تنظیمات دستگاه ۱۰ سایه خاکستری گیم بوی را به صورت رنگی مشاهده کرد.

## مشخصات سخت‌افزاری
- پردازنده اصلی : Zilog Z80 هشت بیتی
- سرعت پردازنده: ۴ یا ۸ مگاهرتز (دو مد سرعت)
- رزولوشن: ۱۶۰x۱۴۴ پیکسل
- پالت رنگهای موجود: ۳۲۷۶۸ (۱۶ بیتی)
- رنگهای قابل نمایش روی صفحه: ۱۰ یا ۳۲ یا ۵۶
- صدا: اسپیکر مونو و همچنین استریو با هدفون
- منبع تغذیه: دو باتری سایز AA برای بیش از ۳۰ ساعت بازی